# Synallaxis azarae
El pijuí de Azara (Synallaxis azarae), también denominado chamicero piscuís (en Colombia), pijuí de ceja canela (en Argentina), cola-espina de Azara (en Perú) o  güitío de Azara (en Venezuela), es una especie de ave paseriforme de la familia Furnariidae perteneciente al numeroso género Synallaxis. Es nativa de la región andina de Sudamérica. 

## Distribución y hábitat
Se distribuye a lo largo de la cordillera de los Andes, desde el noroeste de Venezuela, por Colombia, Ecuador, Perú, Bolivia, hasta el noroeste argentino.
Esta especie es considerada común y ampliamente diseminada en sus hábitat naturales: el sotobosque y los bordes de los bosques de montaña, los bosques más ralos, las clareras y los setos; mayormente entre los 1500 y 3000 metros de altitud hacia el norte, y principalmente entre 500 y 1500 ,metros hacia el sur.

## Descripción
Mide entre 15 y 18 cm de longitud y pesa entre 12 y 18 gramos. En la mayor parte de su zona, las partes superiores son principalmente de color pardo oliváceo, contrastando con la corona rojiza y la frente pardusca, y las alas y la cola, bastante larga, también de color rojizo; la garganta es negra escamada de blanco, la cara y partes inferiores pueden variar del grisáceo (más al sur) al blanquecino (más al norte). Las aves del sur de Bolivia y noroeste de Argentina exhiben una lista superciliar beige y las partes inferiores más pálidas.
El canto, dado en intervalos a lo largo del día y con frecuencia repetido interminablemente, es un agudo «kuh-kuií». Con menos frecuencia da una serie de notas «kakakakakaka...».

## Sistemática

### Descripción original
La especie S. azarae fue descrita por primera vez por el naturalista francés Alcide d'Orbigny en 1835 bajo el mismo nombre científico; su localidad tipo es: «Carcuata, Yungas, Cochabamba, Bolivia».

### Etimología
El nombre genérico femenino «Synallaxis» puede derivar del griego «συναλλαξις sunallaxis, συναλλαξεως sunallaxeōs»: intercambio; tal vez porque el creador del género, Vieillot, pensó que dos ejemplares de características semejantes del género podrían ser macho y hembra de la misma especie, o entonces, en alusión a las características diferentes que garantizan la separación genérica; una acepción diferente sería que deriva del nombre griego «Synalasis», una de las ninfas griegas Ionides. El nombre de la especie «azarae», homenajea al naturalista español Félix de Azara (1742–1821).

### Taxonomía
Los datos genético-moleculares indican que forma un grupo con Synallaxis courseni, S. frontalis, S. albescens y S. albigularis.
Las poblaciones centro-peruanas pueden esta genéticamente más próximas a S. courseni que a otras poblaciones geográficamente más distantes. Las subespecies superciliosa y samaipatae fueron tratadas en el pasado como representando una especie separada, pero la vocalización y las evidencias de introgresión sugieren que están mejor incluidas en la presente. Las subespecies elegantior y ochracea posiblemente sean indistinguibles entre sí, pero están geográficamente separadas por la subespecie media; estas tres, junto con fruticicola, alguna vez fueron tratadas como una especie separada, originalmente con base en diferencias vocales (no confirmadas después) y diferencias en el número de rectrices, pero las diferencias de plumaje son mínimas.
La subespecie propuesta S. a. carabayae J.T. Zimmer, 1935 (del sureste de Perú) descrita como supuestamente más oscura que la nominal, pero los especímenes de las dos formas son indistinguibles.

### Subespecies
Según las clasificaciones del Congreso Ornitológico Internacional (IOC) y Clements Checklist/eBird v.2019 se reconocen nueve subespecies, con su correspondiente distribución geográfica:

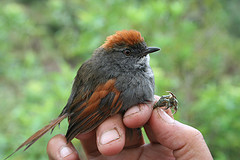
Synallaxis azarae infumata en Acobamba, Junín, Perú.

- Synallaxis azarae elegantior P.L. Sclater, 1862 – Andes orientales de Colombia y oeste de Venezuela (Trujillo y sureste de Lara al sur hasta Táchira).
- Synallaxis azarae media Chapman, 1914 – Andes occidentales y centrales de Colombia hacia el sur hasta Ecuador (al sur hasta Cotopaxi en el oeste y hasta Zamora Chinchipe en el este), posiblemente también en el norte de Perú (extremo noreste de Cajamarca).
- Synallaxis azarae ochracea J.T. Zimmer, 1936 – Andes del suroeste de Ecuador (al sur desde Guayas y sur de Chimborazo) y noroeste de Perú (Tumbes al sur hasta Lambayeque).
- Synallaxis azarae fruticicola Taczanowski, 1880 – valle del Marañón en el norte de Perú (Cajamarca al sur hasta La Libertad).
- Synallaxis azarae infumata J.T. Zimmer, 1925 – Andes del norte y centro de Perú (Amazonas al sur hasta Junín).
- Synallaxis azarae urubambae J.T. Zimmer, 1935 – sur de Perú (Cuzco).
- Synallaxis azarae azarae d’Orbigny, 1835 – sur de Perú (Puno) al sur hasta el centro de Bolivia (La Paz hacia el sur hasta el noroeste de Santa Cruz).
- Synallaxis azarae samaipatae Bond & Meyer de Schauensee, 1941 – Andes bolivianos sureños (del centro de Santa Cruz al sur hasta Tarija).
- Synallaxis azarae superciliosa Cabanis, 1883 – Andes del noroeste de Argentina (Jujuy hacia el sur hasta Catamarca).